# Signal Fire
Signal Fire is een nummer van de alternatieve rockband Snow Patrol en staat op de soundtrack van de Spider-Man 3-film. Het nummer werd uitgebracht op 24 april, 30 april, 2 mei en 14 mei 2007, afhankelijk per regio. Het nummer was de enige uitgebrachte single van de soundtrack. Het nummer werd in eerste instantie aangeboden voor Shrek the Third. Signal Fire is opgenomen in Grouse Lodge in Ierland en werd geproduceerd door Jacknife Lee.
De single werd in het Verenigd Koninkrijk en Ierland ook uitgebracht op een speciale web-vormige vinyl, waar het een succes in de charts bleek door de top 5 in beide landen te bereiken. De kritische ontvangst was in het algemeen gemengd. De videoclip voor het nummer werd genomineerd voor de "Beste Video van een film" categorie op de MTV Video Music Awards Japan 2008, maar won de prijs niet.

## Achtergrondinformatie
De band bezocht Grouse Lodge met producer Jacknife Lee om het nummer op 9 februari 2007. Een demo van het nummer werd in eerste instantie aangeboden voor Shrek the Third, maar het nummer werd afgewezen. Drummer Jonny Quinn zei hierover dat "Shrek [het] niet leuk vond, maar Spiderman wel." Gary Lightbody onthulde de betrokkenheid van de band met Spider-Man 3 op 5 maart 2007. Hoewel hij niet zeker was waar het nummer in de film te horen zou zijn, was hij opgewonden over de verband met de franchise en werd als volgt geciteerd: "Signal Fire zal worden opgenomen in de trailers en de film zelf. Het kan ook alleen voorkomen tijdens de aftiteling, maar he, het is Spidey!" Het nummer werd uiteindelijk gebruikt aan het einde van de film.
Op de officiële website van de band werd er een wedstrijd voor het Verenigd Koninkrijk en Ierland georganiseerd met twee tickets voor het festival T in the Park als prijs. Fans moesten een videoclip maken die over alles mocht gaan, maar het nummer moest worden gebruikt als de soundtrack. Voordat het nummer officieel werd uitgebracht, was het op de officiële website van de band beschikbaar als livestream. De single werd uitgebracht in drie formaten: vinyl, cd-single en download en verscheen op 24 april voor het eerst te koop op de Amerikaanse iTunes, gevolgd door de rest van de wereld op de 30ste.
De fysieke cd-single werd op 2 mei 2007 uitgebracht in Australië en Japan. De Australische cd-single werd ondersteund met drie B-kanten, waar alle nummers live-uitvoeringen zijn van Spitting Games Run (single) en Chocolate, opgenomen op 9 februari 2007 in de Columbiahalle in Berlijn. De single werd uitgebracht in het Verenigd Koninkrijk en Ierland in twee formaten: op vinyl en cd-single. Beide formaten zijn uitgebracht op 14 mei 2007, die een remix van het nummer Wow inbegrepen. De door Eddy Temple-Morris geremixte "Eddy TM Loser Remix" werd vaak verzocht op de website van de band. De vinylrelease was op een speciale manier gemaakte web-vormige vinyl gezet, gehuld in een pvc omhulsel.

## Videoclip
De band vloog naar Canada om de videoclip van het nummer te schieten, die op 14 april op de Q magazine website in première ging. Op 16 april 2007 werd een zestig seconden durende promotionele clip op de officiële website van de band geplaatst, met de mogelijkheid voor leden van de website om de volledige videoclip in de ledensectie te zien. De videoclip werd geregisseerd door Paul McGuigan, die eerder met de band werkte aan de videoclip van Set the Fire to the Third Bar.
De videoclip gaat over schoolkinderen die scènes uit de eerste twee Spider-Manfilms op het podium naspelen, terwijl de band het nummer speelt. De clip opent met een scène waarin de ouders van de kinderen naar de hal lopen waar op een bord "Tonight: Spider-Man presented by 2c" valt te lezen. Het gordijn gaat open en kinderen verkleed als Peter Parker en Mary Jane Watson verschijnen op het podium, waar Parker Watson fotografeert. Een jongen verkleed als een spin wordt dan opgetrokken met touwen. Hij wordt dan verlaagd tot op het podium en bijt Parker in zijn hals. De volgende scènes tonen de affiniteit van Parker voor Watson, terwijl Parker naar haar gluurt via zijn slaapkamerraam, als ze haar haar aan het kammen is. Hij gaat dan liggen om te slapen wanneer het lied het refrein bereikt.
Tijdens het refrein is hij aan het 'kronkelen' op het bed. Hij scheurt zijn overhemd open en onthult het Spider-Man kostuum eronder. Parker is in zijn kostuum dan buiten kruipend over gebouwen en klimmend op gebouwen te zien. Als Lightbody de woorden "In the confusion and the aftermath" zingt, wordt er een scène getoond waarin dieven net uit een bank komen gerend.. Spider-Man komt aan en "slaat" de dieven, waarbij er bij elke slag tekens zoals "POW!" worden getoond. Hij vangt de dieven in zijn web en de politie arriveert. Een kind toont dan een bord met "Spider-Man saves the day !!!" erop.
De volgende scène toont dat Green Goblin Watson probeert te ontvoeren, maar Spider-Man desoriënteert hem door een spinnenweb over hem heen te gooien en Watson maakt gebruik van de afleiding en ontsnapt. Dr. Octopus verschijnt dan en begint vervolgens verschillende burgers te vangen en doden met zijn klauwen. De volgende scène, boven op een bus, toont Dr. Octopus die Watson probeert weg te nemen, maar ze slaagt erin om weg te lopen door hem te slaan. Spider-Man verschijnt dan, en "vecht" en "doodt" de schurk. Hij wordt verlaagd naar onderen weergegeven en Watson loopt tot hem toe, verwijdert van zijn bril en onthult zijn identiteit. Dan komt de jongen verkleed als de spin naar haar toe en kust haar op de wang. De kinderen buigen om het applaudisserende publiek te bedanken, en een scène toont dan de "spin" en Watson op een web, en de "spin" lacht voor de eerste keer. De "zwarte Spider-Man" maakt dan een verschijning, met een boord waarom "Coming soon! Spider-Man 3" staat.

## Tracklist
Alle teksten zijn geschreven door Lightbody, alle muziek is geschreven door Connolly/Lightbody/Simpson/Wilson/Quinn.
| Nr. | Titel               | Duur  |
| --- | ------------------- | ----- |
| 1.  | Signal Fire         | 04:29 |
| 2.  | Wow (Eddy TM Loser) | 05:39 |

| Nr. | Titel               | Duur  |
| --- | ------------------- | ----- |
| 1.  | Signal Fire         | 04:29 |
| 2.  | Wow (Eddy TM Loser) | 05:39 |

| Nr. | Titel       | Duur  |
| --- | ----------- | ----- |
| 1.  | Signal Fire | 04:29 |

| Nr. | Titel                           | Duur  |
| --- | ------------------------------- | ----- |
| 1.  | Signal Fire                     | 04:29 |
| 2.  | Chocolate (Live in Berlin)      | 03:03 |
| 3.  | Run (Live in Berlin)            | 05:38 |
| 4.  | Spitting Games (Live in Berlin) | 04:17 |

| Nr. | Titel                    | Duur  |
| --- | ------------------------ | ----- |
| 1.  | Signal Fire (radio edit) | 03:57 |

## Medewerkers
Snow Patrol
- Gary Lightbody: vocalen, gitaar, tekstschrijver, muziekschrijver, achtergrondvocalen
- Nathan Connolly: gitaar, achtergrondvocalen, muziekschrijver
- Paul Wilson: basgitaar, achtergrondvocalen, muziekschrijver
- Jonny Quinn: drum, muziekschrijver
- Tom Simpson: keyboard, muziekschrijver

Overig
- Jacknife Lee: producer, programmering, engineering, schrijver
- Cameron Barton: productieassistent
- Dani Castelar: productieassistent
- Dave Sardy: extra gitaar- en vocalenproducer
- Cenzo Townshend: mixer
- Neil Comber: mixer (assistent)
- John Davis: mastering
- Bewerker: Andy Brohard, Nigel Walton, Sam Bell
- Enigneer: Greg Fidelman, Jon Gray, Ryan Castle, Sam Bell

Snaren
- James Banbury: strijkersarrangement
- Stephen Price: snaarengineer
- Snaarbegeleider: Hilary Skewes
- Celli: Adrian Bradbury, David Daniels, Rebecca Gilliver, Zoe Martlew
- Contrabas: Leon Bosch, Stephen Williams
- Altviool: Clare Finnimore, Matthew Souter, Tim Grant, Vicci Wardman
- Viool: Cathy Thompson, Charles Sewart, Corina Belcea, Jonathan Evan Jones, Jonathan Morton, Morven Bryce, Patrick Kiernan, Pauline Lowbury, Thomas Kemp, Ursula Gough
- Viool: Deborah Widdup, Dermot Crehan, Emlyn Singleton, Helen Patterson, Karin Leishman, Natalia Bonner, Richard George, Stephen Morris, Tom Piggot-Smith, Warren Zielinski